# Vanuatus fodboldlandshold
Vanuatus fodboldlandshold repræsenterer Vanuatu i fodboldturneringer og kontrolleres af Vanuatus fodboldforbund.